# Tony Hurt
Tony Hurt, född 30 mars 1946 i Auckland i Nya Zeeland, är en nyzeeländsk roddare.
Han tog OS-brons i åtta med styrman i samband med de olympiska roddtävlingarna 1976 i Montréal.